# بالم بري 2
بالم بري 2 (بالإنجليزية: Palm pre 2)‏ هو هاتف ذكي ذو شاشة متعددة اللمس ولوحة مفاتيح قابلة للسحب من تصميم وتسويق شركة بالم وشركة إتش بي. يعتبر هذا الهاتف الذكي الثالث الذي تستخدم فيه شركة بالم نظامها المسمى ويب أو اس (webOS) المبني على قاعدة لينكس. يحمل هاتف بالم بري 2 عدة ممزيات كالكاميرا ذات الخمسة ميجابكسل، ونظام تشغيل الوسائط المتطور ونظام الملاحة، ويعتبر أيضا جهاز لإدارة المعلومات والحياة اليومية الشخصية للفرد لما فيه من برامج متخصصة بذلك. يأتي الجهاز مزودا بنظامي البلوتوث والواي فاي.
أعلن عن جهاز بالم بري 2 في التاسع عشر من شهر أكتوبر عام 2010 على أن يتم طرح في الأسواق بالتعاون مع شركة الاتصالات الفرنسية SFR في 22 من نفس الشهر. وقد أعلن أيضا أن هذا الهاتف سيكون حصريًا على شبكة فيرازون الأمريكية، وشركة روجرز في كندا.

## التاريخ
تسرب خبر صدور هاتف بالم بري 2 مسبقًا على موقع شركة SFR، إذ ظهر على الموقع باسم رودرنر، مع ذكر أن سرعة معالجه تصل إلى 1 غيغاهرتز وذاكرة عشوائية مقدارها 512. بالإضافة إلى ذلك، ذكرت الشركة على موقعها معلومات عن تقنية جديدة تسمى تقنية الدفع مخصصة لخدمة الموقع الشهير فايسبوك.
حتى الآن لم يتوفر جهاز بالم بري 2 سوى في شمال أمريكا عبر شركة روجرز في كندا، أو عبر شركة فيرازون الأمريكية التي تبيع الجهاز دون قفله أو حصره على شبكتها. بدأت شركة فيرازون بإطلاق هذا الجهاز في 17 فبراير 2011.

## نظام التشغيل
يعتبر هاتف بالم بري 2 أول جهاز يستخدم السنة الثانية من نظام إتش بي بالم ويب أو إس (webOS).